# Valea Ursului (okręg Neamț)
Valea Ursului – wieś w Rumunii, w okręgu Neamț, w gminie Valea Ursului. W 2011 roku liczyła 946 mieszkańców.